# Cataratas Augrabies
Las cataratas Augrabies (en afrikáans: Augrabieswaterval; en inglés: Augrabies Falls) son unas cascadas situadas en el curso del río Orange, en Sudáfrica, dentro del parque nacional de las Cataratas Augrabies.
Tienen en total 191 metros en dos saltos. Los residentes hotentotes originales las llamaron Ankoerebis, «el lugar de ruidos grandes», nombre del que los trekboer que se establecieron más tarde, derivaron el nombre de Augrabies.
La garganta de las cataratas Augrabies tiene 240 m de profundidad y 18 km de largo, siendo un ejemplo impresionante de erosión del granito.

## Enlaces externos

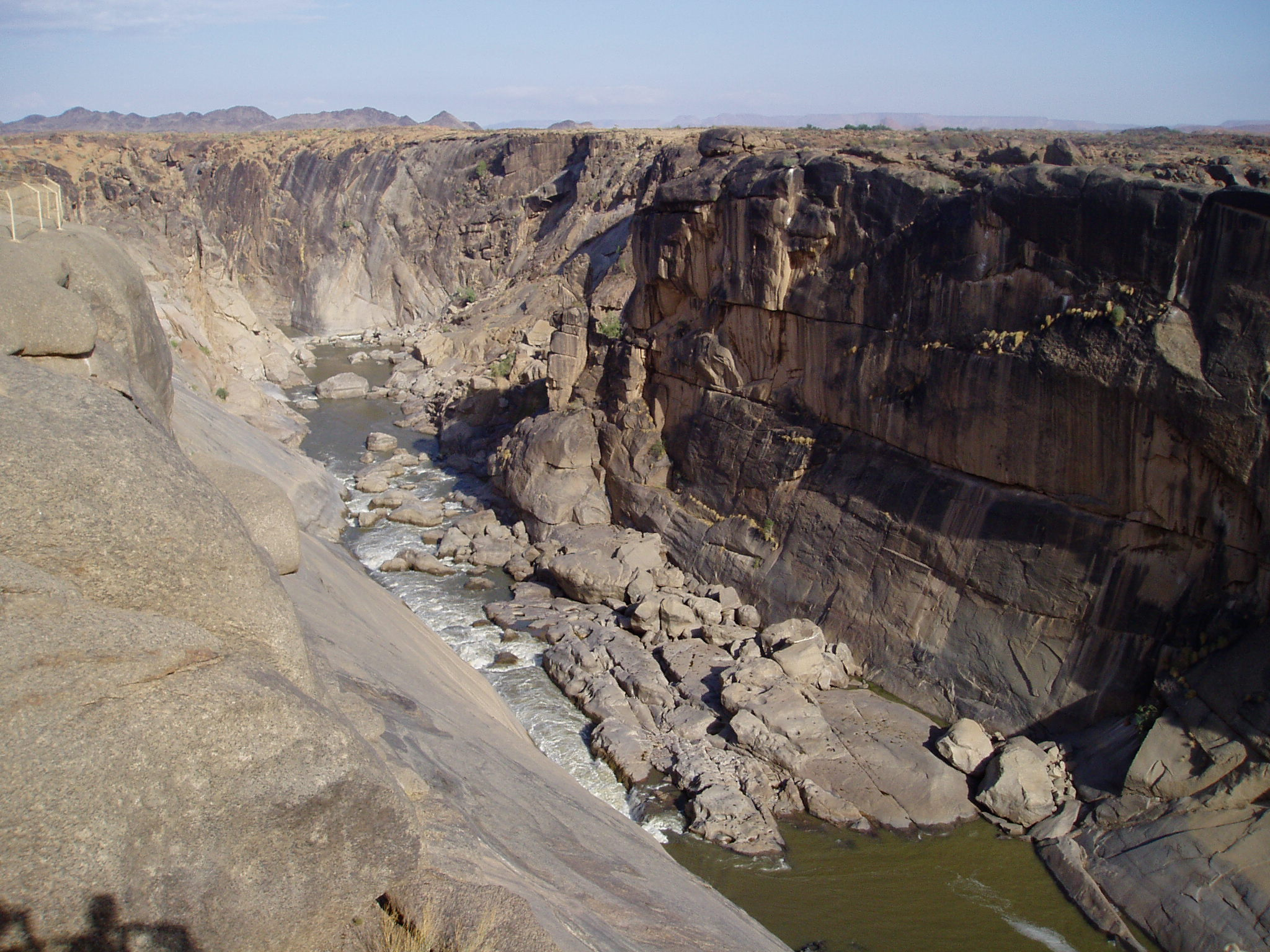
Las cataratas Augrabies en verano